# Vaglio Basilicata
Vaglio Basilicata ist eine italienische Gemeinde (comune) mit 1831 Einwohnern (Stand 31. Dezember 2023) in der Provinz Potenza in der Basilikata. Die Gemeinde liegt etwa 10,5 Kilometer ostnordöstlich von Potenza, gehört zur Comunità Montana Alto Basento und grenzt unmittelbar an die Enklave der Tricarico, Provinz Matera.

## Geschichte
Das Gebiet war in der frühen Antike durch die Peuketier besiedelt, bis die Römer die Gegend eroberten.

## Verkehr
Die südliche Gemeindegrenze bildet die Strada Statale 407 Basentana (zugleich Europastraße 847) von Potenza nach Metaponto. Westlich ist dies die Strada Statale 658 Potenza-Melfi nach Melfi.

## Persönlichkeiten
- Donato Bilancia (1951–2020), Mörder